# 敦賀西町の綱引き

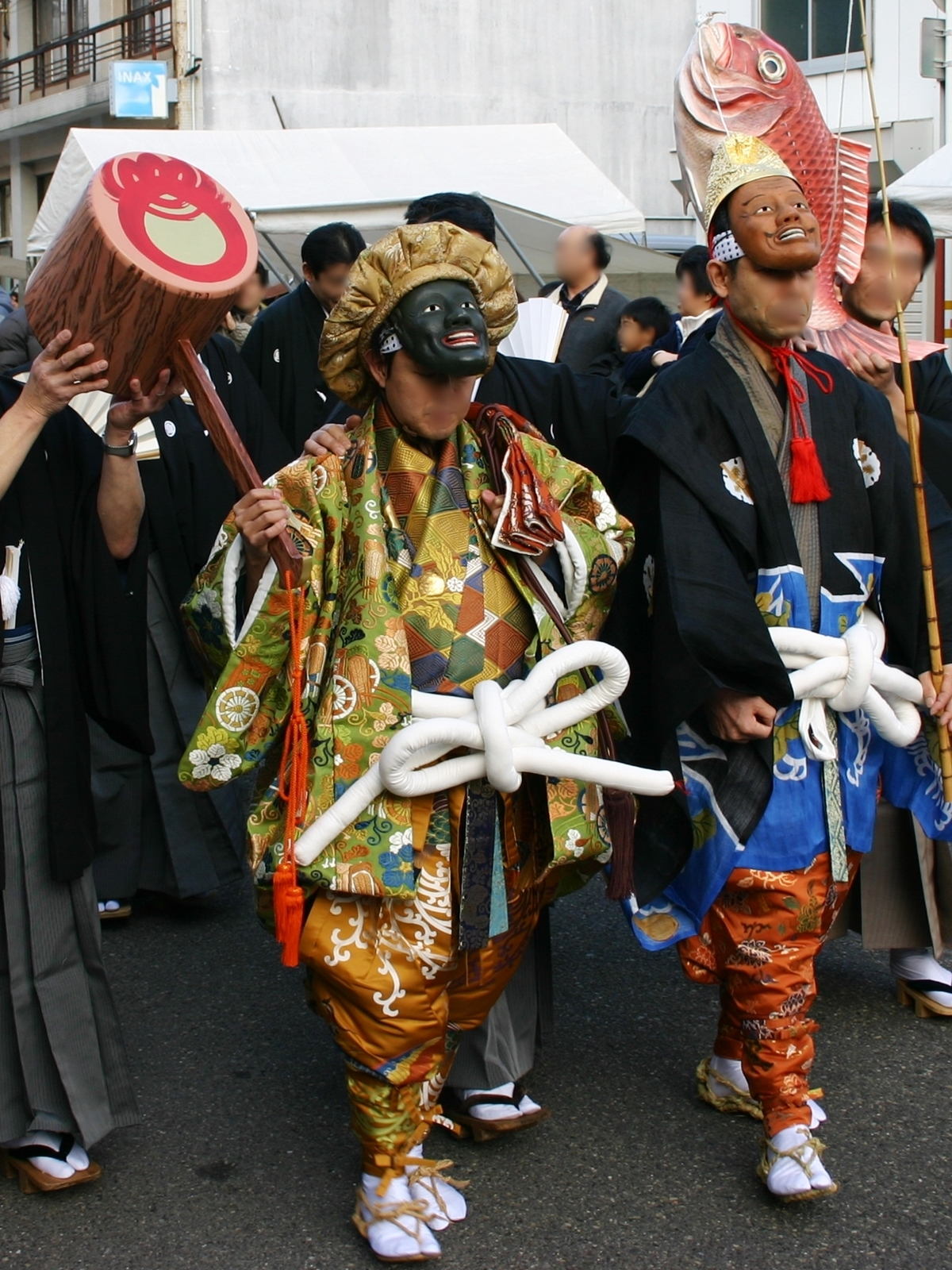
夷子大黒の町内一巡

敦賀西町の綱引き（つるがにしまちのつなひき）は、福井県敦賀市相生町西町通り（北緯35度39分17秒 東経136度04分03秒 / 北緯35.6546度 東経136.0674度）にて毎年1月に行なわれる正月の綱引き神事。夷子方と大黒方とに分かれた人々が大綱を引き合い、夷子方が勝てば豊漁、大黒方が勝てば豊作、とする年占の行事である。一般には、「夷子大黒綱引き」（えびすだいこくつなひき）と呼ばれ、昭和61年（1986年）1月14日に国の重要無形民俗文化財に指定されている。

## 概要
敦賀西町の綱引きは年占の行事であるとともに、その年の豊漁豊作を祈願する予祝行事でもある。もともと小正月の1月15日に行われていたが、休日の改正後は1月の第3日曜日に実施されている。
綱引きの大綱は、行事開催までに稲藁約360把を使用して、引き綱をうち、長さ50m、中心部の直径25cmに仕上げられる。当日の午前中には、西町通り北側の道路端にやぐらを組み、軒下に吊り下げられる。この大綱には、夷子に因んだ鯛・蛸・海老・腰蓑など、大黒に因んだ打出の小槌・米俵・土蔵の鍵などを形どった藁細工の飾りもの（「やくもの」と呼ばれる）が吊り下げられる。なお、綱引き前には取り外される。
綱引き行事に先立って、西町通りの夷子大黒会館で神事が行われ、早朝、会館内の祭壇に夷子と大黒の面形、衣裳、道具類（打出の小槌、釣り竿と鯛）が供えられる。つぎに男性二人（厄年、年男 の方が選ばれる）が、面形と衣装などを身につけ夷子と大黒に扮し、「夷子勝った、大黒勝った、えいやー、えいやー、えいやー」と紋付袴の役員が掛け声をかける中、町内を一巡する。
会館前には、枝葉のついた青竹に御幣や日の丸を描いた扇子などの縁起物を取り付けて飾った左義長が立てられており、夷子大黒の一行が会館に戻ってきたときに竹が倒され、待ち構えた人々が縁起物を取り合う左義長倒しも行われる。
西町通りに見物客が集まる中、太鼓の音を合図に、軒下に吊り下げられていた大綱が路上に降ろされ、見物客を含め待っていた人々が東の夷子方と西の大黒方に分かれて、綱引きを開始する。昔は挽合（ひきあい）と呼ばれ、漁師や海産物を扱う商人は夷子方に、農民や農産物を扱う商人は大黒方に分かれて引き合ったという。勝負は1回のみで、夷子方が勝てば豊漁、大黒方が勝てば豊作という占いが出て、終了する。綱引き後、大綱の藁は縁起物として持ち帰る光景もみられる。

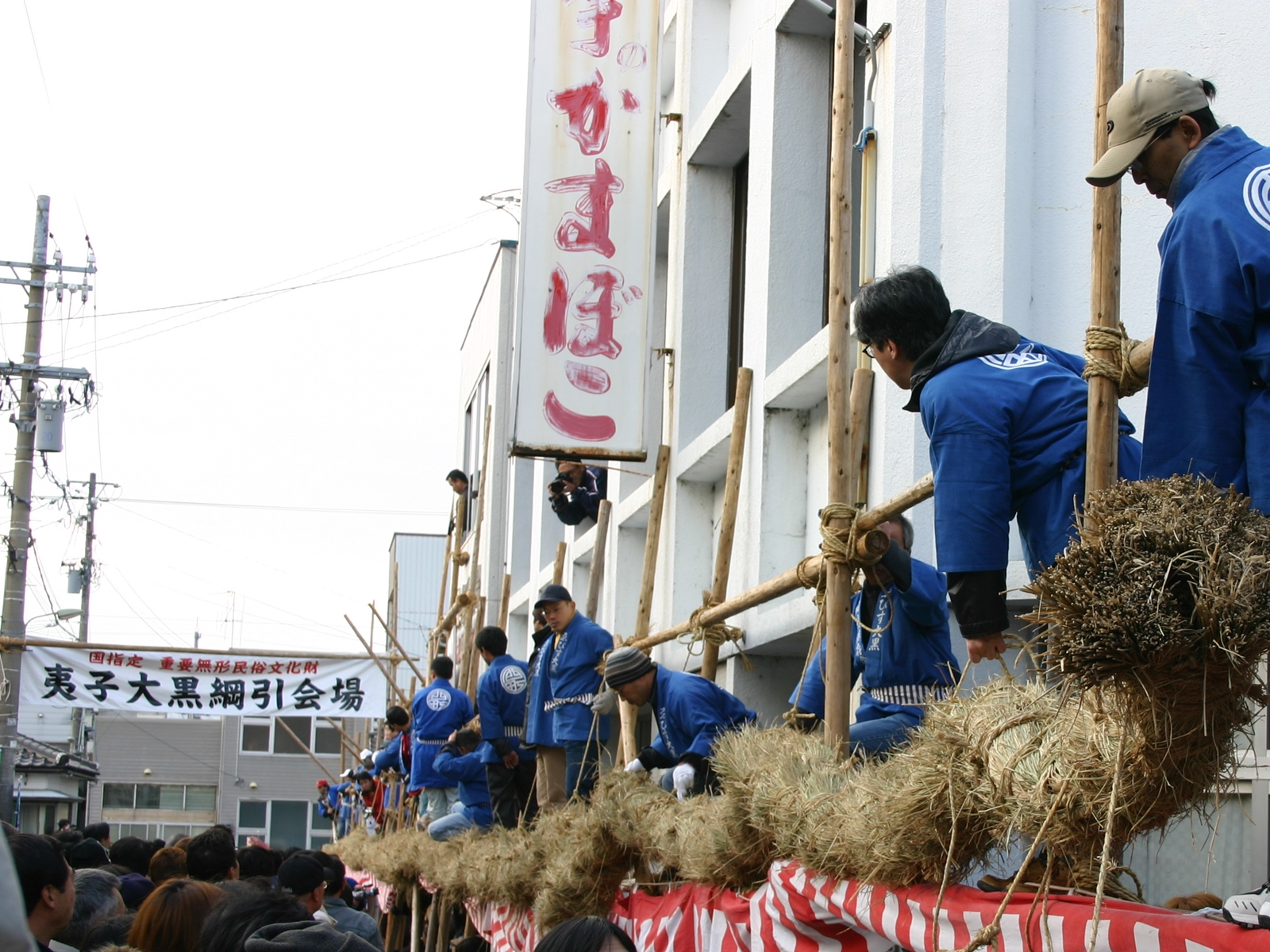
綱引きの開始直前
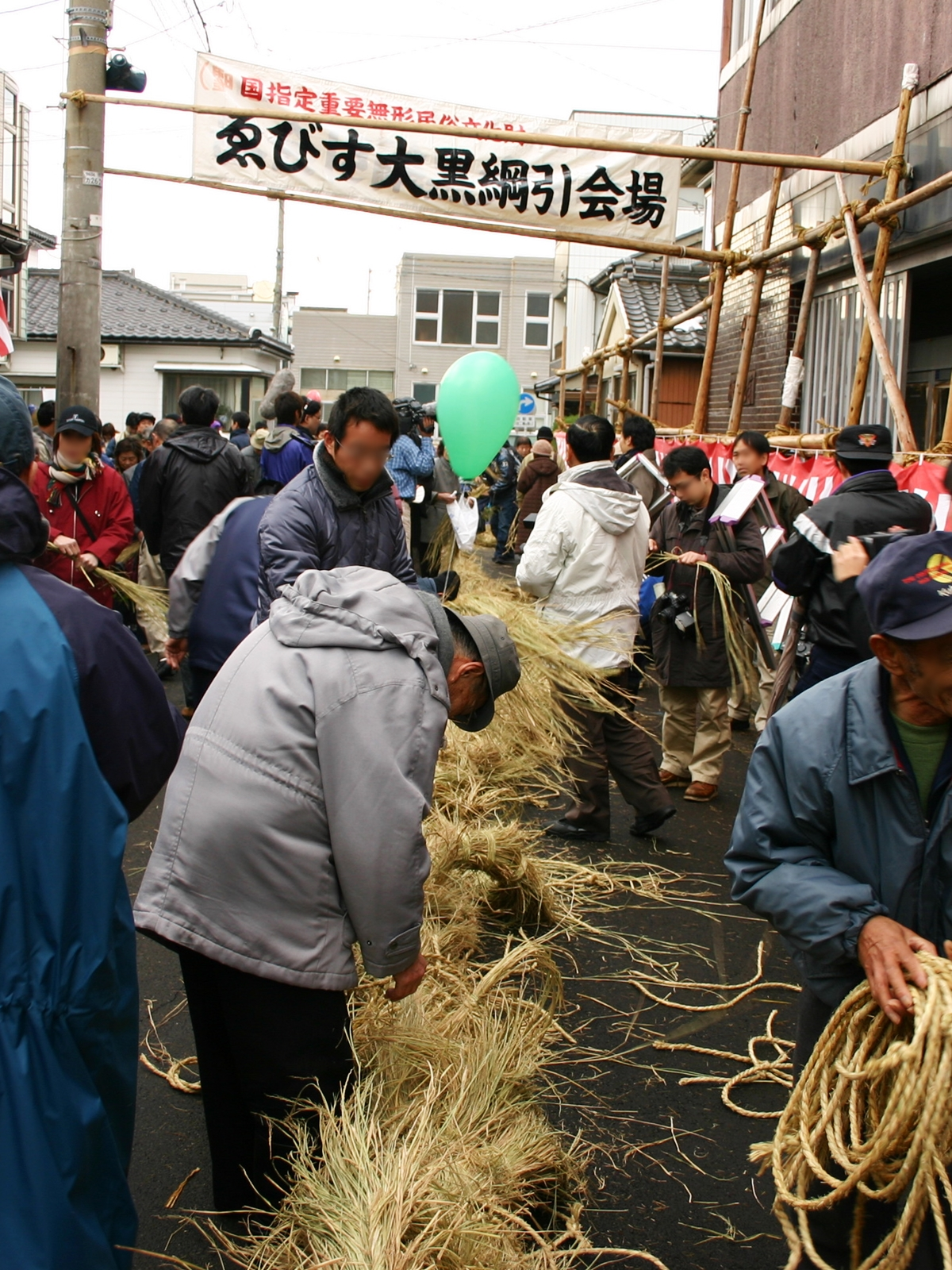
綱引きの終了後
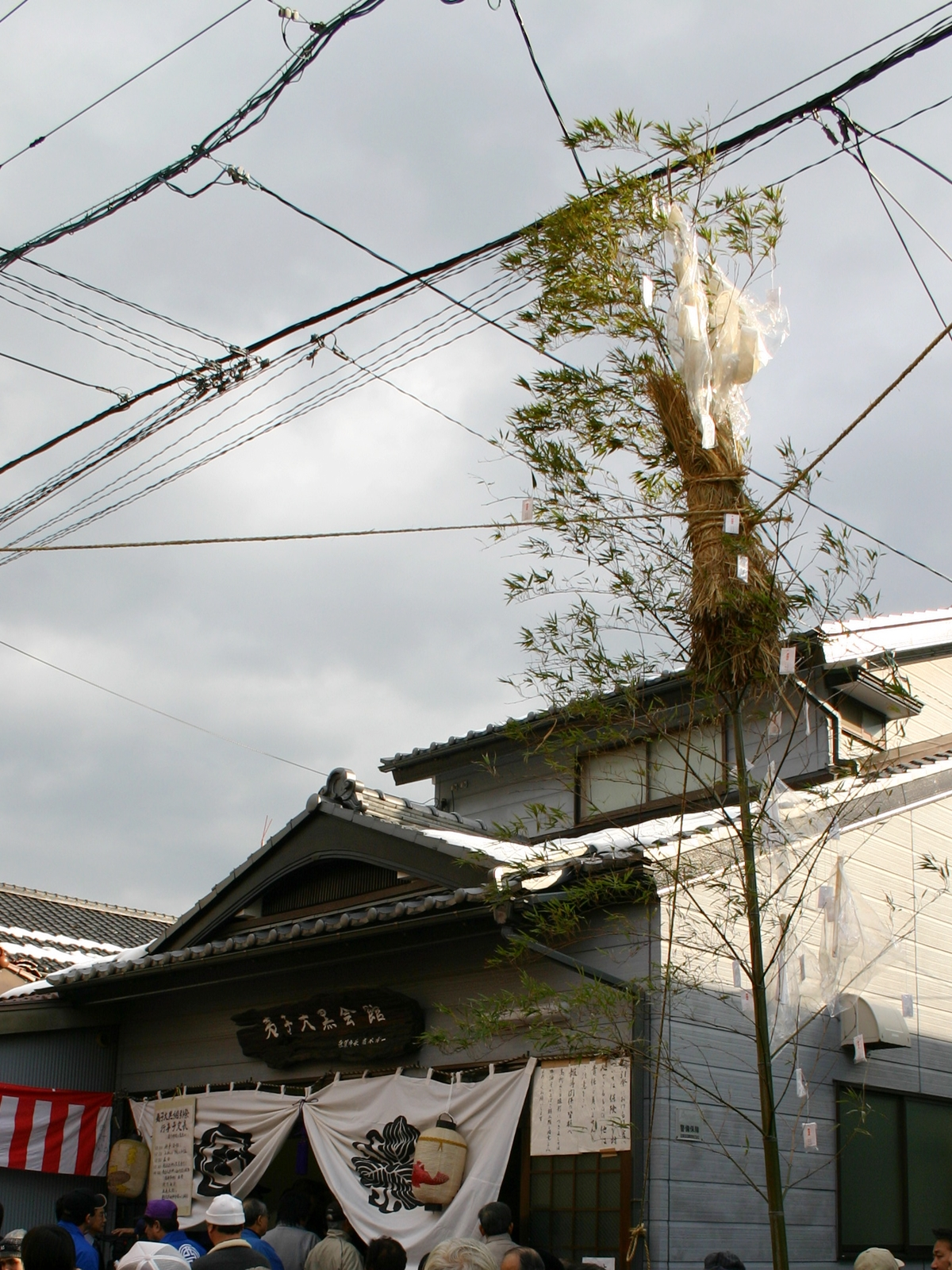
会館前の左義長
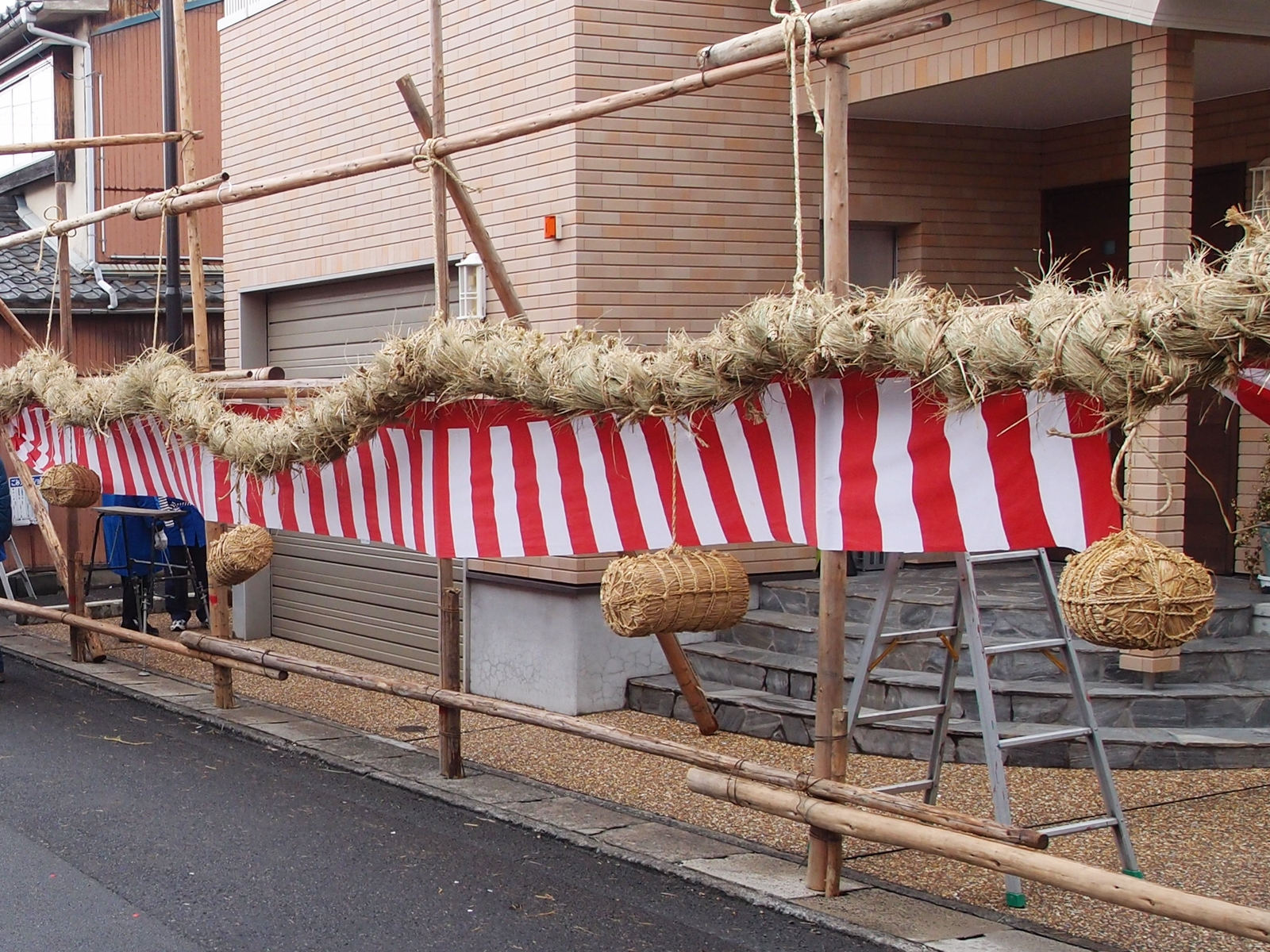
大綱のやくもの
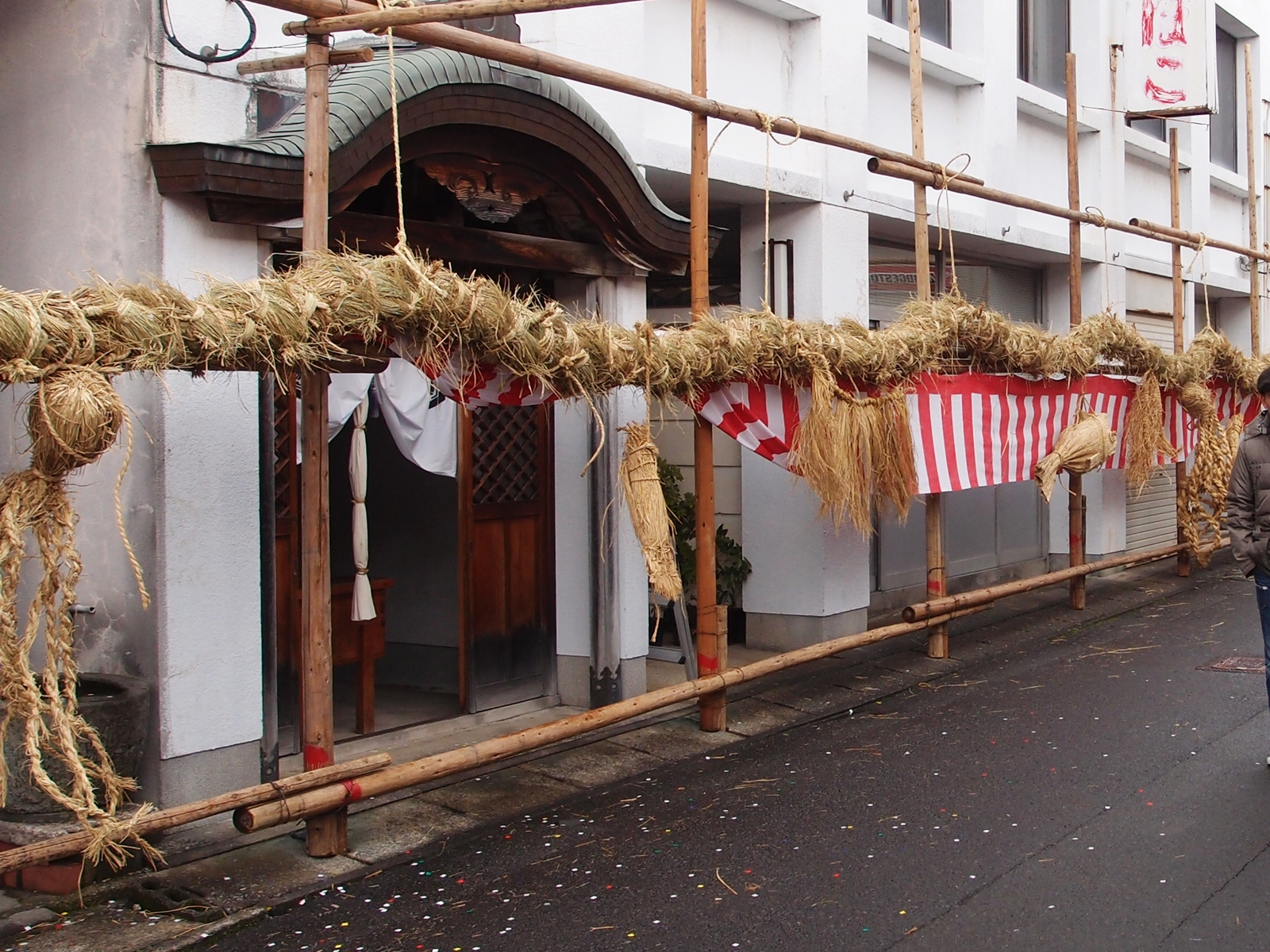
大綱のやくもの

## 歴史
現在、夷子と大黒の面や小道具は新調されているが、古くから伝わる夷子の面には慶長2年（1597年）の銘があり、また大黒の打ち出の小槌の柄にも延宝7年（1679年）の銘があることから、およそ400年前には綱引き行事が成立していたとみられる。
また、氣比社の神職を務めた石塚資元（安永7年（1778年） - 嘉永3年（1850年））が著した敦賀の地誌『敦賀志』にも、この綱引き行事が紹介されており、その衣装については「唐織、蝦夷錦（えぞにしき）茶色の唐繻子（からしゅす）に鳳凰の縫、何れも美々しく又古雅なり」と記され、豪華なものであったことが窺える。
北前船の発達した江戸時代、敦賀は海運の重要港として栄え、西町には海産・農産物の市場が開かれた。このような状況下、市場に集う農民、漁師、商人の中から綱引き行事が発生したと考えられている。

## 行事継承の取り組み
従来は西町の「夷子大黒綱引保存会」が綱引き行事の運営を行なってきたが、高齢化、継承者不足、資金不足などから、平成29年（2017年）は開催が中止となった。そのような中、伝統行事を維持継続していく仕組みづくりが協議され、敦賀商工会議所など8団体で構成する「敦賀西町の綱引き伝承協議会」が発足、「保存会」の指導を受けつつ、運営を行うこととなり、平成30年（2018年）から綱引き行事が再開された。